# Wauwatosa
Wauwatosa egy város az Amerikai Egyesült Államokban, Wisconsin állam Milwaukee megyéjében. Népessége a legutóbbi, 2010-es népszámlálás adatai szerint 46,396 fő volt. A település közvetlenül nyugatra fekszik a megyeszékhelytől és az állam legnépesebb városától, Milwaukee-tól, neve a potawatomi indiánok nyelvéből ered, ahol a szó szentjánosbogarat jelent.

## Története

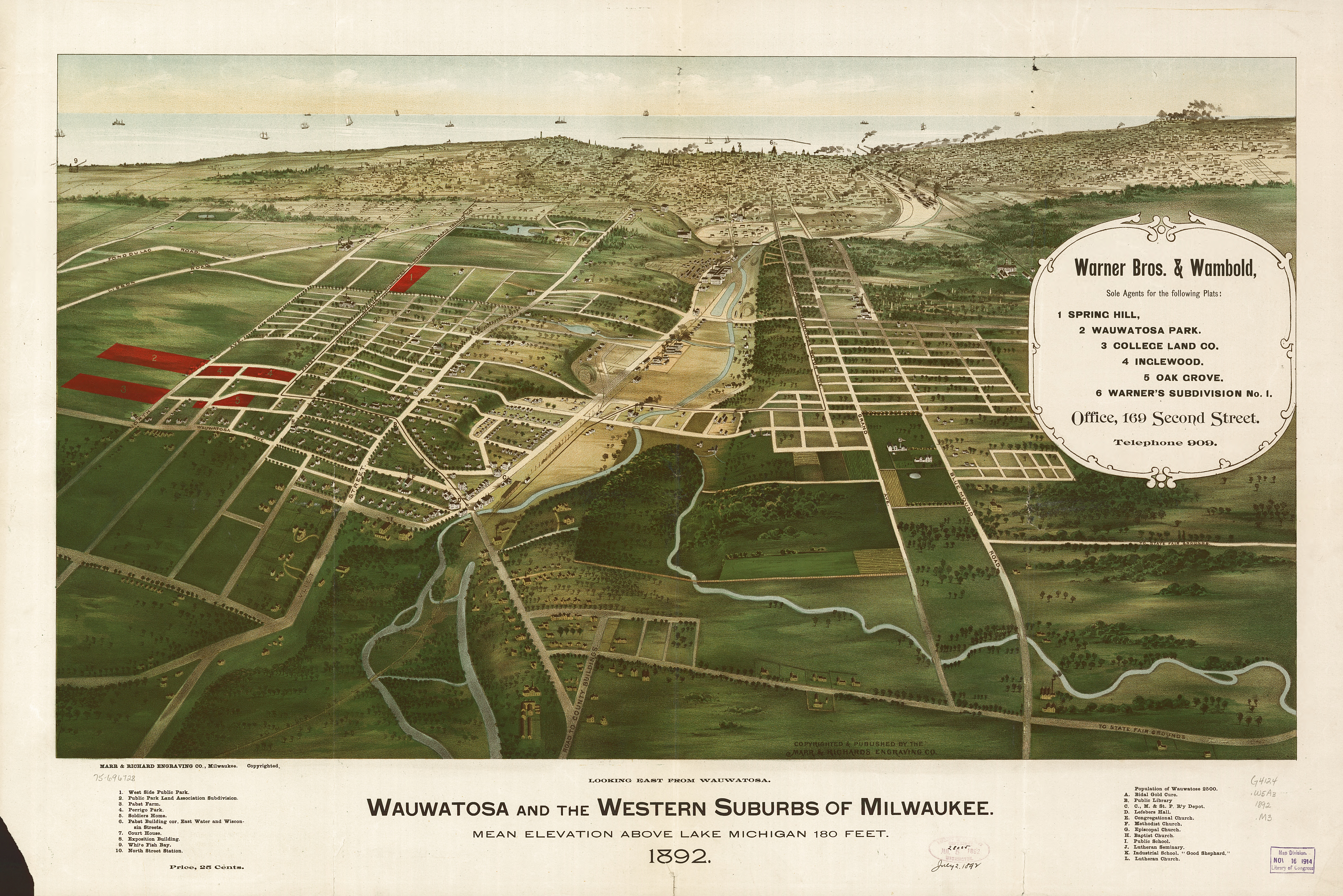
Wauwatosa 1892-ben

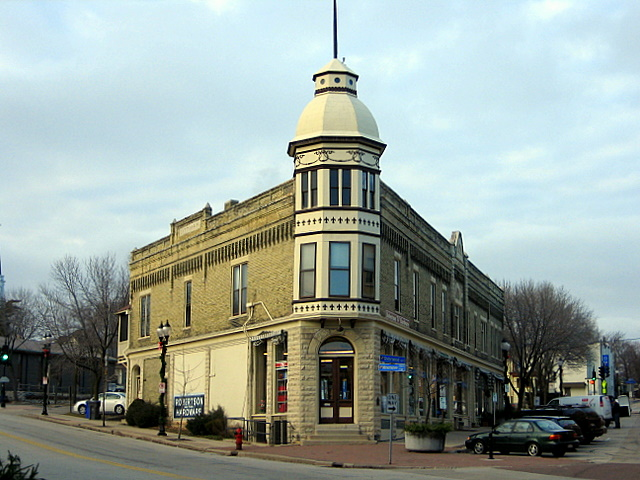
A Robertson Ace Hardware Building: egyike a város XIX. századi épületeinek

A települést az első európai telepesként 1835-ben alapította Charles Hart, akit rövid időn belül 17 másik család követett. A következő évben épült meg a Milwaukee-t Madisonnal összekötő út, amely áthaladt Wauwatosa területén is. 1840-ben zajlott az első olyan, amerikai népszámlálás, amelyben az itt élőket is összeírták, a lakosság akkor 342 fő volt. Hart 1845-ben malmot épített a Menomonee folyón, erre utalva a település egy ideig a Hart's Mill nevet viselte (a malom 1914-ig állt). 1849-ben újabb út épült, amely áthaladt Wauwatosán, a Milwaukee-ból ide vezető vasútvonalat pedig 1850. november 20-án adták át. A települést 1897. május 27-én nyilvánították várossá. Közigazgatási területének egy részét 1927-ben Milwaukee-hoz csatolták, 1952. november 25-ével viszont több mint kétszeresére nőtt a területe, mert hozzácsatoltak mintegy 22 négyzetkilométert a Menomonee folyótól nyugatra eső területekből. A város területének ezen a részén később komoly raktárbázisok és iparterületek létesültek, olyan cégek is megtelepültek itt, mint a Harley-Davidson.
A város címerét 1957-ben egy 9 éves diáklány, Suzanne Vallier tervezte egy iskolásoknak kiírt pályázaton. A négy részre osztott címerpajzs bal felső negyedében az egykor itt élt indiánokra emlékeztetve egy nyílhegy szerepel, a jobb felső negyedben egy vízimalom kereke, utalva Hart egykori vízimalmára, a bal alsó negyedben egy családi ház és egy fa – utalva a város otthonos jellegére –, a jobb alsó kvadránsban pedig egy kereszt. Viszonylag jelentős figyelmet kapott Amerika-szerte, amikor a városi tanács 1992-ben egy bírósági per hatására úgy határozott, hogy lecseréli a keresztet az „In God We Trust” („Istenben bízunk”) szövegre.

## Földrajza
A város közigazgatási területe 34,32 négyzetkilométer. Keleti része rövid autózással elérhető Milwaukee felől, utcáit a szilfavész kórokozójának itteni megjelenését megelőzően főleg szilfasorok ékesítették.

## Népessége
A település népessége az 1920-as és 1930-as népszámlálások között nőtt a leglátványosabban: az előbbi évben még 5818 fő lakott itt, míg 1930-ban már 21194 lakost írtak össze. Jelentős volt a növekedés 1950 és 1960 között is (33324-ről 56923-ra), a legnagyobb lélekszámot pedig 1970-ben jegyezték fel, amikor 58676 fő lakott a településen. Azóta a népesség alapvetően csökkenő tendenciát mutat (1980: 51310, 1990: 49484, 2000: 47271), az eddigi utolsó, 2010-es népszámláláson 46396 wauwatosai lakost írtak össze. 2016-ban 47945-re becsülték a város lakosságszámát.
| 2010 | 46 396 |
| 2020 | 48 387 |

## Nevezetes lakói
- Thomas Arthur Steitz Nobel-díjas biokémikus
- Spencer Tracy színész

## Fordítás
- Ez a szócikk részben vagy egészben  a   Wauwatosa, Wisconsin című angol Wikipédia-szócikk fordításán alapul.  Az eredeti cikk szerkesztőit annak laptörténete sorolja fel. Ez a jelzés csupán a megfogalmazás eredetét és a szerzői jogokat jelzi, nem szolgál a cikkben szereplő információk forrásmegjelöléseként.